# 摩德纳解剖剧场
摩德纳解剖剧场（義大利語：Teatro anatomico di Modena）起源于18世纪，位于意大利摩德纳雅各布·贝伦加里奥街16号，在1985年之前一直举办摩德纳大学的解剖学讲座。
在2012年地震后进行了必要的翻修和加固工作后，于2018年重新向公众开放。目前，摩德纳解剖剧场与前圣奥斯定医院18世纪建筑群、圣奥斯定医院历史药房和摩德纳圣奥斯定堂，已纳入一个历史文化之旅行程中。